# مقرة (ولاية المسيلة)
مقرة، بلدة وبلدية تابعة دائرة مقرة في ولاية المسيلة بالجزائر. في عام 1998 بلغ عدد سكانها 39250 نسمة.
بلدية وأماكن التواجد
المدينة: مقرة
الدولة: الجزائر
خط العرض: 35.69208
خط الطول: 5.1074
المنطقة الزمنية: التوقيت العالمي +1، إفريقيا/الجزائر
تاريخ تأسيس بلدية مقرة:
تم تأسيس بلدية مقرة بتاريخ 01 يناير 1957 بعد انفصالها عن البلدية المختلطة للدولة الأوراسية سابقًا، وفي عام 1974 أصبحت إدارية وإقليمية تابعة لولاية المسيلة. تقع البلدية في شمال شرق الولاية، تتوسط الحدود الإقليمية لولايات باتنة وسطيف، وتلتقي بها الطرق الوطنية "28 و40". تُدار البلدية من قبل مجلس شعبي بلدي منتخب يتكون من 11 عضوًا، وتضم الإدارة البلدية طاقمًا يتألف من 28 موظفًا دائمًا و143 عاملًا، منهم 38 موزعين مؤقتًا على مختلف المرافق البلدية.
التاريخ
مقرة، مدينة وبلدية في ولاية المسيلة بالجزائر، لها تاريخ غني ومتنوع يمتد عبر العصور الرومانية والإسلامية والعصر الحديث. بفضل موقعها الاستراتيجي في حوض الحضنة، والمحيط بمرتفعات الحضنة الجبلية، أصبحت مركزًا هامًا عبر التاريخ.

### العصر الروماني
كانت مقرة، المعروفة باسم "ماكري" أو "ماغراس" خلال الفترة الرومانية، مدينة رومانية مهمة وأسقفية في مقاطعة "موريطانيا السطيفية". ازدهرت كمركز زراعي وإداري، واشتهرت بأراضيها الزراعية الخصبة وإنتاج زيت الزيتون. وتشير الأدلة الأثرية، بما في ذلك موقع "هنشير رمادة"، إلى وجود بقايا رومانية مثل التحصينات والمباني العامة وربما المنتدى، مما يعكس اندماج المدينة في الشبكة الحضرية والاقتصادية الرومانية.
لعبت "ماكري" أيضًا دورًا في التاريخ المسيحي المبكر، حيث كانت مركزًا لأسقفية. ففي عام 411 م، حضر أسقف دوناتي يُدعى "ماكسيموس" مؤتمر قرطاج، وفي عام 484 م، شارك "إيمريتوس"، أسقف ماكري، في مجلس قرطاج تحت حكم الملك الوندالي "هينيريك". بعد الفترة الرومانية، تراجعت أهمية المدينة تدريجيًا خاصة بعد الغزوات الوندالية والبيزنطية، ولكن إرثها استمر من خلال البقايا الأثرية.

### العصر الإسلامي
ذُكرت مقرة لأول مرة في كتاب المؤرخ المسلم اليعقوبي "كتاب البلدان" (284 هـ / 827 م). وصفها بأنها مدينة ذات العديد من الحصون، تسكنها خليط من قبائل بني دبة، الأعاجم، والأمازيغ، بما في ذلك أولاد السود. موقعها الاستراتيجي بين بريكة والمسيلة جعلها مركزًا هامًا في المنطقة.
كما أشار الجغرافي ياقوت الحموي إلى مقرة، مشيرًا إلى قربها من قلعة بني حماد وموقعها على طريق السلطان المسلح. ونسب المدينة إلى "عبد الرحمن بن محمد المَقري"، مما أبرز أهميتها خلال الفترة الإسلامية. وصف الإدريسي مقرة بأنها مدينة عظيمة ذات أسوار قوية، وأراضٍ زراعية خصبة، وحدائق غنية.
اشتهرت المدينة بإنتاجها الزراعي، خاصة زراعة الكتان وإنتاج زيت الزيتون، مما ساهم في ازدهارها خلال العصر الإسلامي. بفضل مواردها الطبيعية وأراضيها الخصبة، أصبحت مركزًا حيويًا في المنطقة واستمرت في الازدهار تحت الحكم الإسلامي.

### العصر الحديث
في العصر الحديث، أصبحت مقرة بلدية في 1 يناير 1957 بعد انفصالها عن الولايـة المختلطة في منطقة الأوراس. وفي عام 1974، تم دمجها ضمن ولاية المسيلة. اليوم، تعد مقرة بلدية يبلغ عدد سكانها أكثر من 39,000 نسمة (حسب تعداد 2008)، معروفة بمواقعها التاريخية وتراثها الزراعي.

### المواقع الأثرية والتاريخية
تضم مقرة العديد من المواقع الأثرية والتاريخية، من بينها:
- هنشير رمادة: موقع يعود للعصر الروماني يحتوي على بقايا تعكس تاريخ المدينة القديم.
- قلعة خنصار: قلعة تاريخية تعرض أنماط العمارة الإسلامية والأمازيغية.
- الأطلال الرومانية: بقايا تحصينات رومانية، مبانٍ عامة، وبنية تحتية زراعية.

### البنية التحتية للمياه في العهد الاستعماري
خلال فترة الاستعمار الفرنسي، تم تضمين مغرا في برنامج تنمية مائية إقليمي يهدف إلى تحسين الري في حوض الهدنة. وكان أحد المكونات الأساسية لهذا النظام هو "سد العرش"، وهو سد حجري للتحويل تم بناؤه في عام 1905 عند مخرج الشبكة المائية لمغرا. كان السد يمتد على طول حوالي 30 مترًا وارتفاعه 6 مترات، وكان يهدف إلى تحويل مياه وادي صبلة، سواء من التدفقات المنخفضة أو من الفيضانات الموسمية، إلى قناة ري رئيسية (سقية) تمتد على الضفة الشرقية.
كان توزيع المياه يعتمد على نظام من مستويين: التقسيم الأول حسب الحجم باستخدام الفاصلين، تليه تخصيصات زمنية بين مختلف المجموعات القبلية المحلية. تم ري حوالي 2000 هكتار من الأراضي من خلال هذه الطريقة. على سبيل المثال، حصلت مجموعة "عمر" على ثلاثة أثمان من إجمالي تدفق المياه، بما في ذلك ثمن واحد خصص خصيصًا لـ "الآزل"، وهو نظام الأراضي المرتفعة الذي يعد سمة مميزة للمنطقة.
تم تنظيم تدفق المياه باستخدام آليات بوابات سلاسة يدوية مزودة بمحركات تروس مع نظام تعشيق الأسنان، مما سمح بالتحكم الميكانيكي الدقيق في مداخل القنوات وحجم التدفق. كانت هذه الأجهزة شائعة في مشاريع البنية التحتية الاستعمارية في شمال إفريقيا، وكانت مناسبة بشكل خاص للإمدادات المائية المتقطعة والمناخ شبه الجاف في المنطقة.
يمثل النظام المائي في مغرا تلاقيًا بين الممارسات المحلية التقليدية والهندسة الاستعمارية، مما سمح بري الأراضي على مدار العام واستقرار الزراعة في منظر طبيعي كان يميزها الجفاف. ولا تزال العديد من هذه الهياكل مرئية في المنطقة وتعتبر جزءًا من التراث المائي في الجزائر.

### الطبوغرافيا والموقع
تقع البلدية في الشمال الشرقي لحوض شط الحضنة، وتحيط بها شبكات مجرى واد مقرة وبوشعرة، التي تنتمي إلى سلسلة مرتفعات الحضنة، بارتفاع يتراوح بين 800 و1000 متر. تتأثر بمناخ البحر الأبيض المتوسط شبه القاري، حيث تتميز بصيف حار وجاف وشتاء بارد وممطر، مع ارتفاع عن سطح البحر بحوالي 600 متر.
تصل نسبة الأمطار الشهرية إلى الحد الأقصى بين شهري نوفمبر ومارس بنسبة تصل إلى 50% من إجمالي الأمطار السنوية. ووفقًا للدراسات المقدمة من المنظمة الدولية للزراعة التي أجريت على شواطئ منطقة الحضنة، يبلغ متوسط درجات الحرارة الشهرية 18.6 درجة مئوية، بينما يصل متوسط هطول الأمطار السنوي إلى 415 ملم.

### سد سوبلة
سد سوبلة هو منشأة مائية هامة تقع بالقرب من مقرة في ولاية المسيلة، الجزائر. يلعب السد دورًا حيويًا في تخزين المياه وتوفيرها لأغراض الري ومياه الشرب، كما يساهم في الحفاظ على التنوع البيولوجي المحلي.

#### الموقع والجغرافيا
يقع سد سوبلة على بعد حوالي 60 كم شرق مدينة المسيلة، و4 كم شمال مقرة. إحداثياته الجغرافية هي 35°51'–35°52' شمالًا و5°05'24''–5°06'36'' شرقًا. يتميز المناخ في المنطقة بأنه شبه جاف بارد، مع صيف حار وشتاء معتدل ممطر.

#### الأهمية والوظائف
يُعتبر السد جزءًا أساسيًا من نظام توزيع المياه في ولاية المسيلة، حيث يزوّد المناطق الزراعية بالمياه اللازمة للري، كما يُستخدم كمصدر للمياه الصالحة للشرب. إضافةً إلى ذلك، يضم السد تنوعًا بيئيًا مهمًا، خاصةً في ما يتعلق بالحياة المائية، مثل أسماك الباربوس كالينسيس (Luciobarbus callensis).

#### التطوير والتحديث
في عام 2019، أكد وزير الموارد المائية الجزائري، علي حمام، على ضرورة تحسين استغلال سد سوبلة لمواجهة نقص المياه في المنطقة. وتواصل الحكومة جهودها لتعزيز كفاءة السد واستدامته.

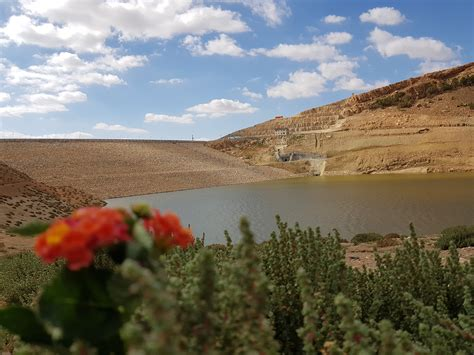

#### القيمة البيئية والعلمية
أصبحت حوض سوبلة محورًا للعديد من الدراسات العلمية، خاصة في مجالات الهيدرولوجيا وحماية البيئة. وقد أظهرت الأبحاث أن بناء السد أثر على التوازن البيئي للحياة المائية في المنطقة.